# Filarmônica Báltica Polaca

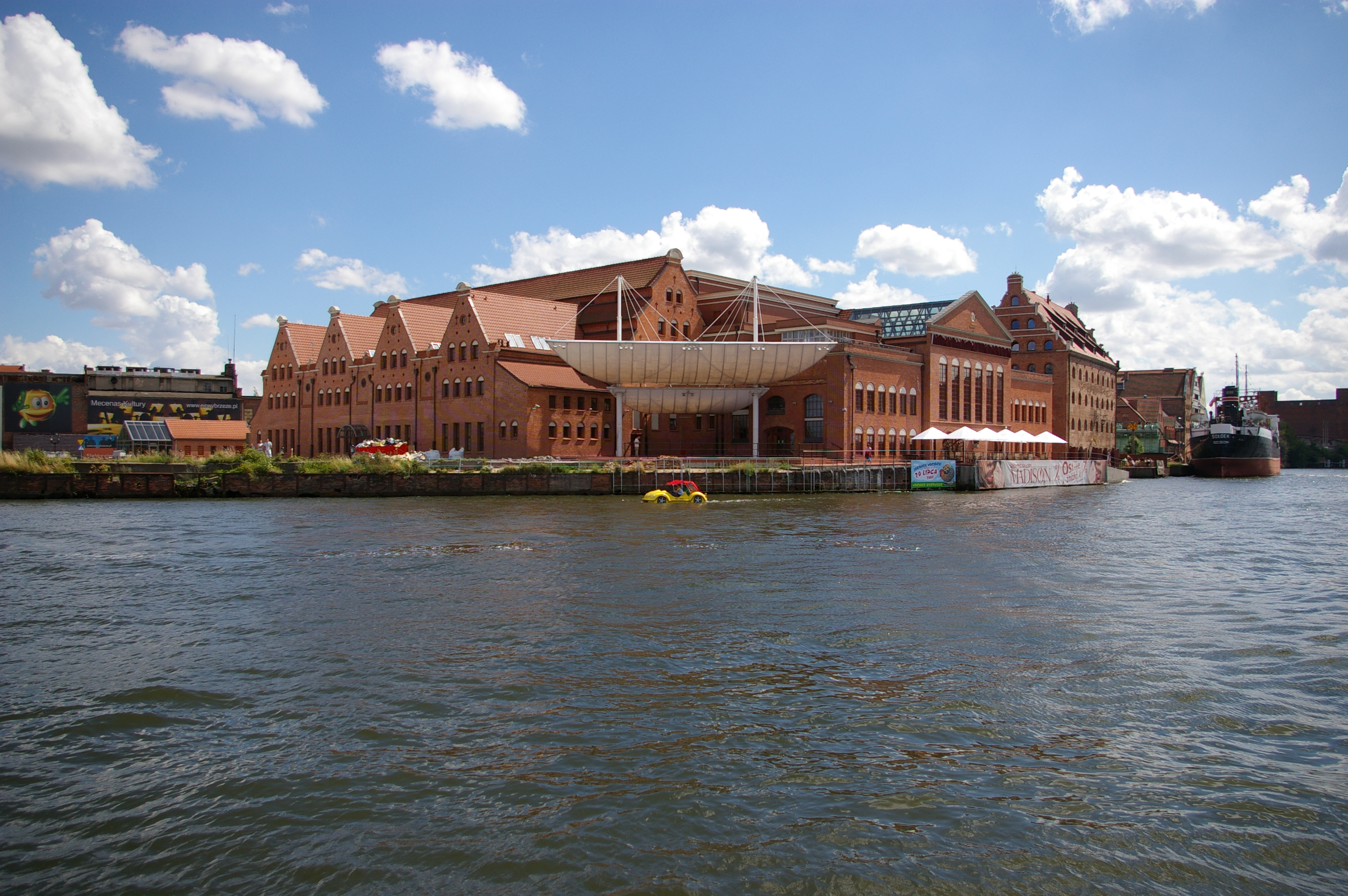

A Filarmônica(pt-BR) ou Filarmónica(pt-PT?) Báltica Polaca F. Chopin]] foi fundada em 1945 como uma Orquestra Sinfônica. O concerto inaugural teve lugar no dia 29 de setembro na cidade de Sopot. Em 1949, ao ser nacionalizado, foi rebatizado para Filarmônica Báltica Polaca. Em 1953, fundiu-se com o departamento de ópera e foi renomeado Ópera e Filarmônica Báltica Polaca. Depois da formação de uma nova orquestra sinfônica em 1974, a Filarmónica se tornou uma instituição independente e recebeu o nome atual em 1993.
O diretor artístico é Kai Bumann, desde setembro de 2008.
Também foi escolhida para sediar a edição 2010 do Congresso Internacional Wikimania.